# Женский социально-политический союз
Женский социально-политический союз (WSPU) — женское политическое движение и организация, проводившая агрессивную кампанию за избирательное право женщин в Соединённом Королевстве с 1903 по 1917 год. Получившие с 1906 года именование суфражистки, члены организации и её политика жёстко контролировались Эммелин Панкхёрст и её дочерьми Кристабель и Сильвией (которая была в конечном итоге исключена).
Члены WSPU стали известны после случаев гражданского неповиновения и прямым действиям. Они издевались над политиками, устраивали демонстрации и марши, нарушали закон, чтобы добиться арестов, разбивали окна в общественных зданиях, поджигали почтовые ящики, совершали ночные поджоги незанятых домов и церквей, а когда их отправляли в тюрьму, объявляли голодовку и подвергались принудительному кормлению.

## История
Женский общественно-политический союз был основан как независимое женское движение 10 октября 1903 года на Нельсон-стрит, 62, Манчестер, в доме семьи Панкхёрст. Эммелин Панкхёрст с двумя дочерьми, Кристабель и Сильвией, и мужем Ричардом, до его смерти в 1898 году, состояли в Независимой Лейбористской партии (ILP), основанной в 1893 году Кейром Харди, другом семьи. Позже Харди основал Лейбористскую партию.
Эммелин Панкхёрст все больше чувствовала, что ILP не является партией, отстаивающей права женщин. 9 октября 1903 года она пригласила группу женщин из ILP встретиться у неё дома, и сказала им: «Женщины, мы должны сделать работу сами. У нас должно быть независимое женское движение. Приходите завтра ко мне домой, и мы всё устроим!» Членство в WSPU было предусмотрено только для женщин, и не подразумевало партийной принадлежности. В январе 1906 года Daily Mail, которая поддерживала женское избирательное право, впервые описала WSPU как суфражисток, термин, который они сразу приняли.

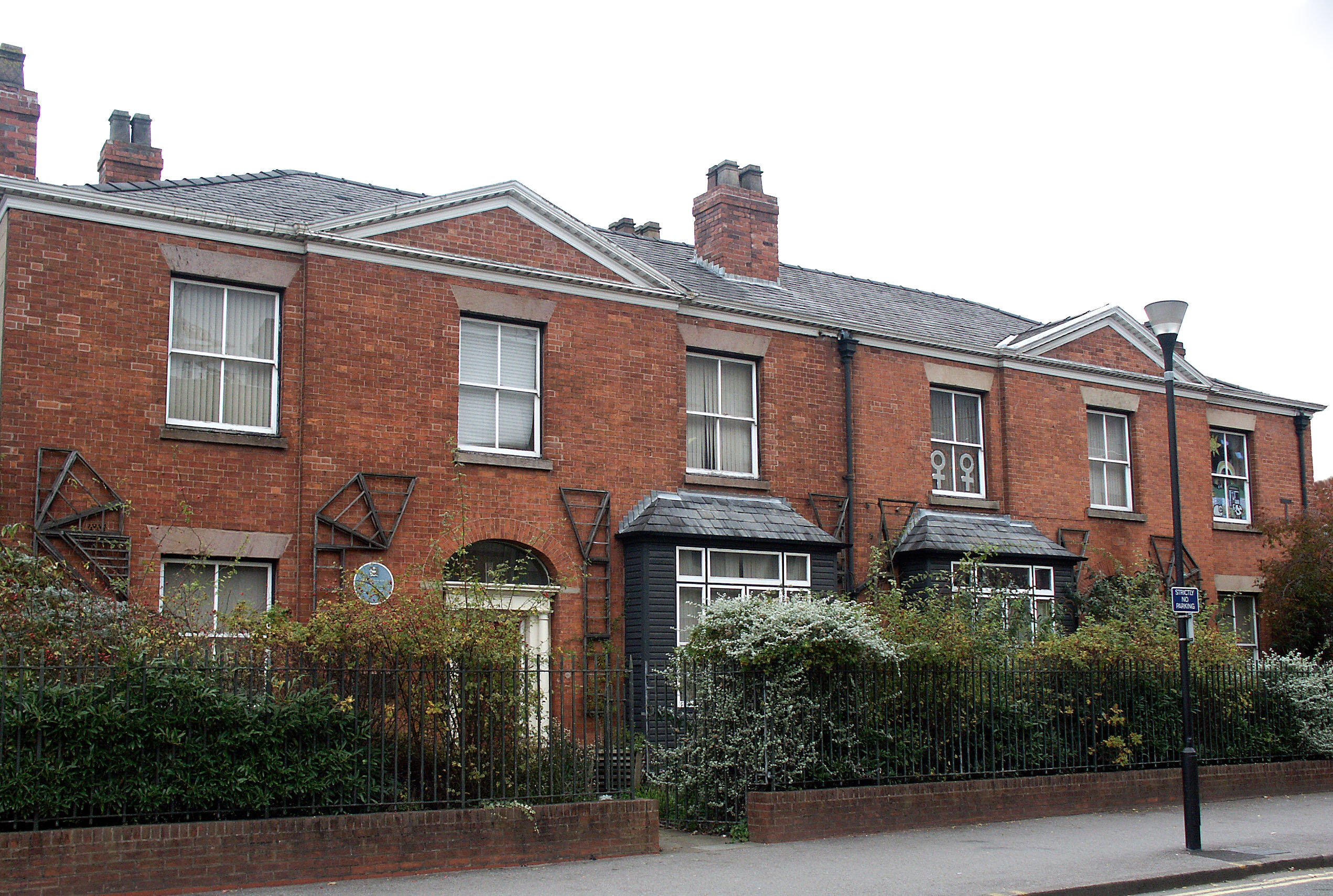
62 Нельсон-стрит в Манчестере, где был образован WSPU

В 1905 году Союз убедил члена парламента Бэмфорда Слэка внести законопроект об избирательном праве женщин, который утонул в долгих обсуждениях, но сам факт его появления подстегнул рост и развитие WSPU. После провала законопроекта Союз изменил тактику: они сосредоточились на нападках на любую политическую партию, находящуюся в правительстве, и отказались поддерживать любые законопроекты, которые не предусматривали предоставления женщинам избирательных прав. Это привело к отказу от их первоначального обязательства также поддерживать социальные реформы.
В 1906 году Союз организовал серию демонстраций у здания парламента, что привело к арестам и тюремному заключению большего числа их членов. Попытка добиться равного избирательного права получила внимание национального масштаба, когда 300 женщин, представляющих более 125 000 суфражисток, выступили за избирательное право женщин с премьер-министром сэром Генри Кэмпбелл-Баннерманом. Премьер-министр согласился с их доводами, но «был вынужден ничего не предпринимать» и поэтому призвал женщин «продолжать приставать» и проявлять «добродетель терпения».

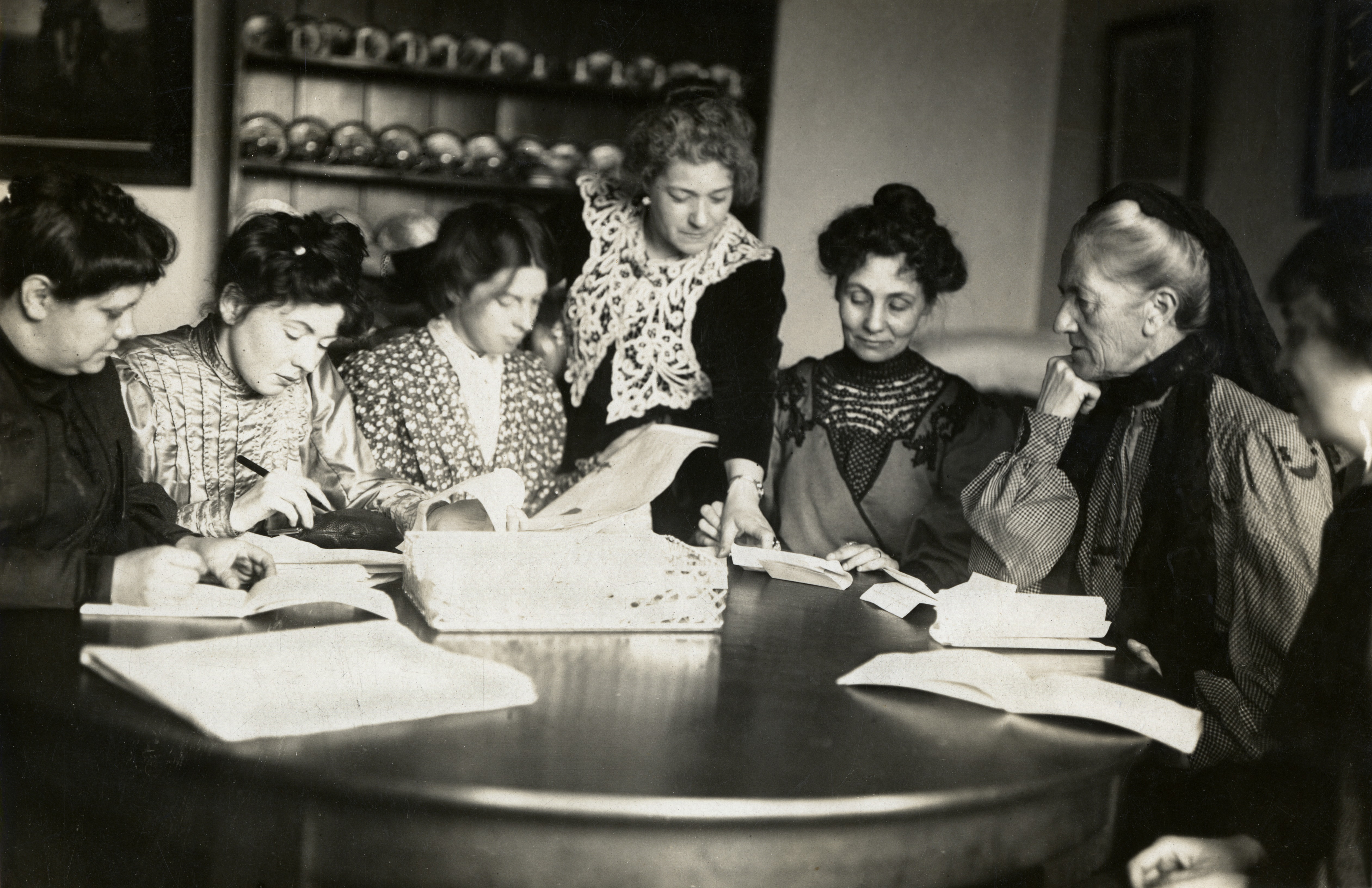
Лидеры WSPU Флора Драммонд, Кристабель Панкхёрст, Энни Кенни, Эммелин Панкхёрст, Шарлотт Деспард и другие, 1906—1907

Некоторые из женщин, которым Кэмпбелл-Баннерман советовал быть терпеливыми, отстаивали права женщин целых пятьдесят лет, и его совет «продолжать приставать» казался совершенно неуместным. Его необдуманные слова привели протестующих в ярость, и «этими глупыми словами окончательно и безвозвратно укрепилась агрессивная политика движения, началась эпоха восстания». В 1907 году организация устроила свой первый из нескольких «Женский парламент».
Лейбористская партия тогда проголосовала за всеобщее избирательное право. Это отдалило их от WSPU, который всегда акцентировал внимание на имущественных требованиях, применявшиеся к женщинам для участия в местных выборах. Под руководством Кристабель Союз начал плотную организационную работу среди женщин среднего класса и заявил о своей оппозиции всем политическим партиям. Это привело к тому, что небольшая группа видных членов покинула организацию и сформировала Лигу свободы женщин.

## Разработка кампаний

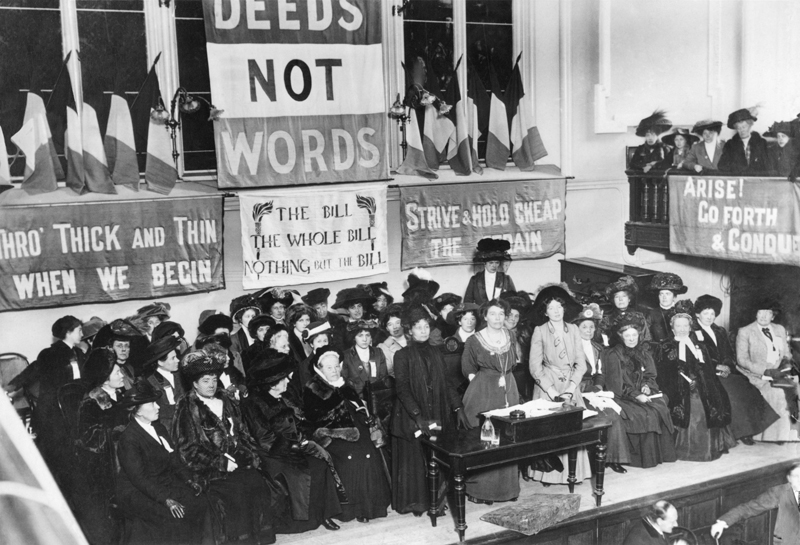
Собрание WSPU, 1908. Эммелин Панкхёрст стоит (слева) у стола на платформе.

Сразу же после раскола WSPU осенью 1907 года Фредерик и Эммелин Петик-Лоуренс основали собственную газету WSPU «Голоса для женщин». Петик-Лоуренс, который был частью руководства WSPU до 1912 года, редактировал газету и поддерживал её финансово в первые годы.
В 1908 году WSPU принял в качестве своих официальных цветов фиолетовый, белый и зелёный. Эти цвета были выбраны Эммелин Петик-Лоуренс, потому что «фиолетовый…символизирует королевскую кровь, которая течет в жилах каждой суфражистки…белый цвет символизирует чистоту в частной и общественной жизни…зеленый — цвет надежды и эмблема весны». В июне 1908, когда WSPU провел «женскую воскресную» демонстрацию, численностью 300 000 человек в Гайд-парке, впервые публично были использованы эти цвета.
В феврале 1907 WSPU основал Женскую прессу, которая курировала процесс публикаций и пропаганды для организации, и с 1908 года занималась продажей ряда продуктов, содержащих логотип, название или цвета WSPU. Женская пресса в Лондоне и отделения WSPU по всей Великобритании управляли магазинами, продающими продукты WSPU. Настольная игра под названием Suffragetto была выпущена к 1908 году. До января 1911 года официальным гимном WSPU была «женская Марсельеза», со словами Флоренс Маколей на мелодию «Марсельезы». В том месяце гимн был изменён на «Марш женщин», недавно составленный Этель Смит со словами Сесилии Гамильтон.

## Голодовки, прямые действия

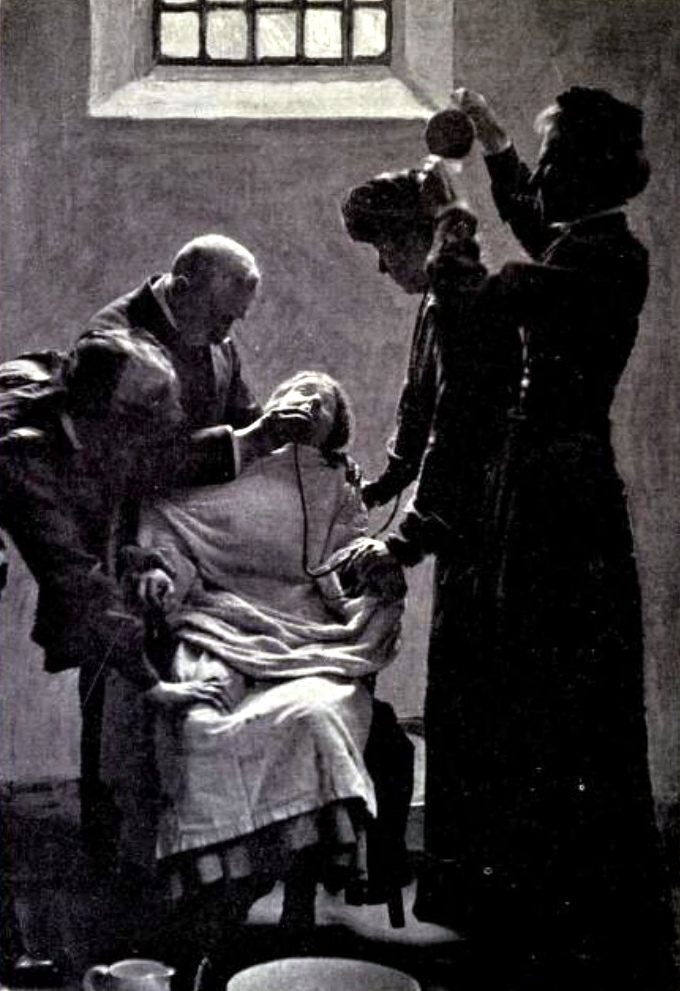
Суфражистку принудительно кормят в тюрьме Холлоуэй, Лондон

В противовес продолжающимся и неоднократным арестам и тюремным заключениям многих членов WSPU, Союз инициировал тюремные голодовки. А политика властей по принудительному кормлению позволила суфражисткам получить искреннее сочувствие общественности. Позднее правительство приняло Закон 1913 года о заключённых (временное освобождение по состоянию здоровья), более известный как «закон о кошках и мышах». Благодаря ему суфражистки, которым грозила смерть из-за недоедания, были освобождены. Офицеры, однако, могли снова заключить их под стражу, как только состояние их здоровья улучшится. Но это была попытка избежать принудительного кормления. В ответ WSPU организовал женскую группу безопасности, известную как телохранители, обученную Эдит Маргарет Гарруд и возглавляемую Гертрудой Хардинг, роль которой заключалась в защите беглых суфражисток от повторного заключения. WSPU также координировал кампанию, в которой врачи, такие как Флора Мюррей и Элизабет Гулд Белл лечили заключенных суфражисток.
Новый законопроект о избирательном праве был представлен в 1910 году, но WSPU с растущим нетерпением начал мощную кампанию акций протеста в 1912 году в защиту интересов частной собственности и предотвращения насилия в отношении любого человека. Сначала акции ограничивались разбитыми витринами магазинов, но в конечном счёте переросли в поджоги роскошных домов и бомбардировки общественных зданий, включая Вестминстерское аббатство. Такая агрессивная деятельность привела к гибели Эмили Дэвисон, попавшей под копыта королевской лошади (над которой она пыталась повесить знамя суфражистки) на дерби в 1913 году.

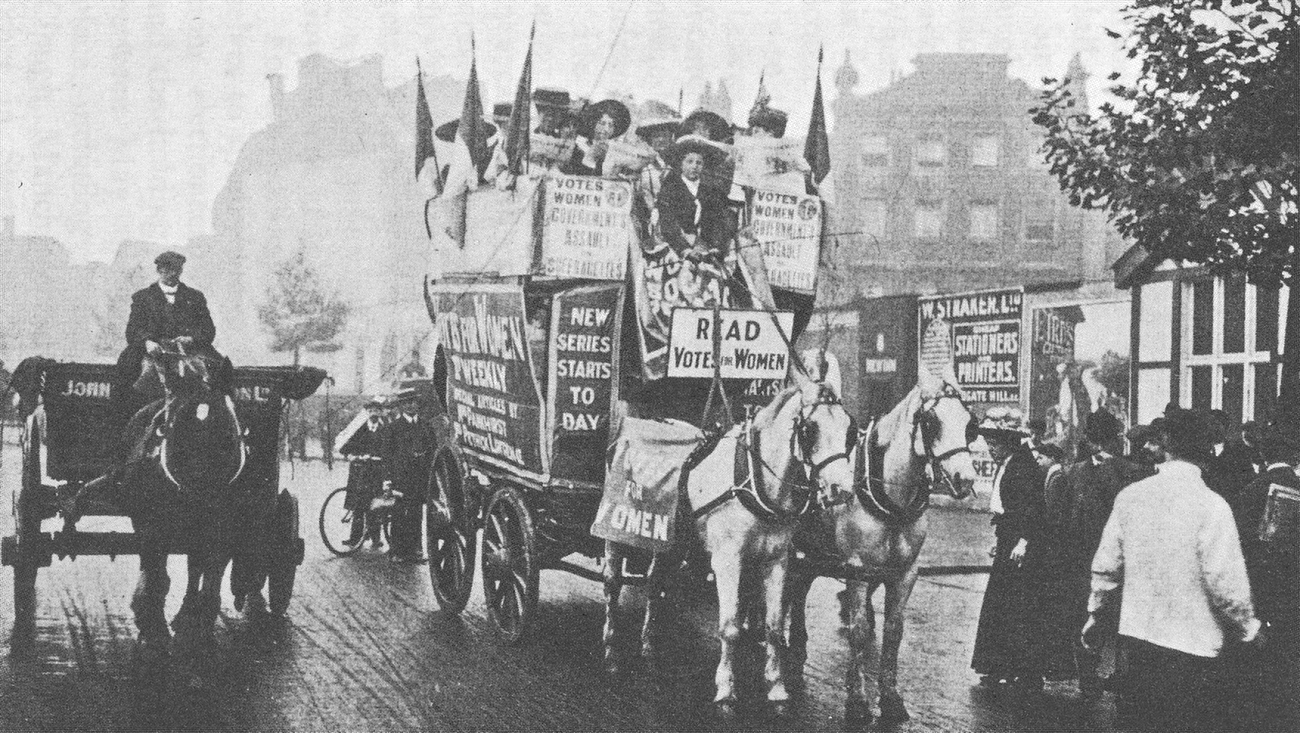
WSPU на Кингсвэй, 1911 год

В число многочисленных актов, совершённых активистами, входили ночные поджоги незанятых домов (включая поджог канцелярии казначея Дэвида Ллойд Джорджа) и церквей. Суфражистки разбивали витрины дорогих магазинов и правительственных учреждений. Они перерезали телефонные линии, плевали в полицейских и политиков, вырезали или выжигали лозунги в поддержку избирательного права на стадионе, посылали бомбы с письмами, разрушали оранжереи в Королевском ботаническом саду Кью, приковывали себя цепями к перилам и взрывали дома. На врача напали с хлыстом, и в одном случае суфражистки ворвались в Палату общин. 18 июля 1912 года Мэри Ли бросила топор в Премьер-министра Генри Асквита.
Вечером 9 марта 1914 года около 40 воинствующих суфражисток, включая членов команды телохранителей, подрались с несколькими отрядами полицейских констеблей, которые пытались повторно арестовать Эммелин Панкхёрст во время митинга в поддержку избирательного права в Сент-Эндрюс-Холле в Глазго. На следующий день суфражистка Мэри Ричардсон (известная как одна из самых агрессивных активистов, также называемая «слэшер» Ричардсон) вошла в Национальную галерею и изрезала картину Диего Веласкеса, «Венера с зеркалом» мясным тесаком. В 1913 году акции суфражисток нанесли ущерб на сумму 54 000 фунтов стерлингов, из которых 36 000 фунтов стерлингов пришлось только на апрель.
Но потери несла и главная организация суфражисток. Редакторы Голосов для женщин, Фредерик и Эммелин Петик-Лоуренс, были исключены из Союза в 1912 году, позже вступив в движение Объединение суфражистов. Это заставило WSPU запустить новый журнал, «Суфражистка», под редакцией Кристабель Панкхёрст. Восточно-Лондонская Федерация женщин преимущественно рабочего класса во главе с Сильвией Панкхёрст была исключена в 1914 году.

## Во время Первой мировой войны
К началу Первой мировой войны в 1914 году Кристабель Панкхёрст обосновалась в Париже, чтобы руководить организацией, не опасаясь ареста. Её автократический стиль управления и контроль над Союзом позволил, несмотря на возражения Китти Марион и других, объявить вскоре после начала войны, что WSPU должен отказаться от своих кампаний в пользу националистической позиции, поддерживая британское правительство в войне. Союз перестал издавать «Суфражистку», и в апреле 1915 года запустил новый журнал, «Бриттания». Хотя большинство членов WSPU поддерживали военные действия, небольшая группа отделилась и образовала новую организацию Суфражистки Женского социально-политического союза (SWSPU) и Независимый Женский социально-политический союз (IWSPU). Сам WSPU исчез из поля общественного внимания и был распущен в 1917 году, когда Кристабель и Эммелин Панкхёрст основали Женскую партию.

## Суфражистская драматургия
В период с 1905 по 1914 год театральные и драматические круги стали всё чаще использовать тему женского движения в борьбе за избирательные права. В это время WSPU всё больше ассоциировалась с воинственностью и агрессией, переходя от маршей, демонстраций и других публичных выступлений к более авангардным и подстрекательским «актам насилия». Организация стала использовать тактику удара, чтобы доказать серьёзность намерений и срочность дела. Их демонстрации включали «разбивание окон, разрезание музейных картин, поджоги, взрывы бомб и перерезание телеграфных линий», — но драматурги в своих спектаклях демонстрировали, что эти акты насилия происходят только в крайнем случае, и старались таким образом, бороться с негативом прессы в отношении движения суфражисток. Популярную точку зрения на действия «иррациональных, истеричных, чрезмерно эмоциональных женщин» они попытались трансформировать и вместо этого показать, что протесты были единственным логичным ответом на отказ в фундаментальном праве.
Помимо театра, суфражистки в целях пропаганды своего движения стали использовать комедии. Женский социально-политический союз был одной из первых организаций, которые извлекли выгоду из комедийного сатирического письма и использовали его, чтобы перехитрить свою оппозицию. Это не только помогло им рассеять враждебность к своей организации, но и помогло увеличить аудиторию приверженцев. Использование сатиры позволило им выразить свои идеи и разочарования, а также бороться с гендерными предрассудками более безопасным способом. Суфражисткам-ораторам, которые часто проводили встречи под открытым небом, чтобы охватить более широкую аудиторию, пришлось столкнуться с враждебными настроениями и научиться справляться с прерыванием. Поэтому наиболее успешные ораторы должны были обладать остроумием и научиться «всегда извлекать пользу из шутки и присоединяться к смеху вместе с аудиторией, даже если шутка была против тебя». Суфражистка Энни Кенни вспоминает пожилого человека, постоянно насмехающегося («если бы ты была моей женой, я бы дал тебе яд») на протяжении всей её речи, на что она наконец ответила: «Да, и если бы я была твоей женой, я бы приняла его», — тем самым рассеяв угрозу и превратив своего антагониста в объект насмешки.

## Известные члены организации
- Джени Аллан
- Хелен Арчдейл
- Этель Айрес Пурди
- Барбара Айртон-Гулд
- Роза Мэй Биллингхёрст
- Тереза Биллингтон-Грейг
- Виолет Бланд
- Беттина Боррманн Уэллс
- Элси Бауэрман
- Констанция Брайер
- Констанция Бульвер-Луттон
- Эвелин Хильда Беркитт
- Люси Барнс
- Эйлин Мэри Кейси
- Хелен Круканк
- Шарлотта Деспард
- Эмили Дэвисон
- Эдит Даунинг
- Флора Драммонд
- Софья Дулип Синг
- Элси Дюваль
- Нора Элам
- Дороти Эванс
- Кейт Уильямс Эванс
- Тереза Гарнетт
- Луиза Гаррет Андерсон
- Эдит Маргарет Гарруд
- Мэри Гаутроп
- Нелли Холл
- Беатрис Харраден
- Эдит Хау-Мартин
- Элси Хауи
- Эллен Изабель Джонс
- Энни Кенни
- Эдит Кей
- Аета Ламб
- Мэри Ли
- Лилиан Лентон
- Констанция Булвер-Лутон
- Мэри Макартур
- Маргарет Макфан
- Френсис Макфан
- Маргарет Хейг Томас
- Кристабель Маршалл
- Китти Марион
- Дора Марсден
- Дора Монтефиоре
- Дора Мюррей
- Маргарет Невинсон
- Эдит Нью
- Адела Панкхёрст
- Кристабель Панкхёрст
- Эммелин Панкхёрст
- Сильвия Панкхёрст
- Френсис Паркер
- Элис Пол
- Эммелин Петик-Лоуренс
- Эллен Питфилд
- Мэри Ричардсон
- Эдит Ригби
- Рона Робинсон
- Мэри Рассел
- Этель Смит
- Харриет Уивер Шоу
- Эвелин Шарп
- Дора Тьюлис
- Катрин Толсон
- Хелен Толсон
- Лора Энни Уилсон
- Олив Уорри
- Роза Эмма Ламартин Йетс